# دشواری متولد شدن
دردسر متولد شدن (به فرانسوی: De l'inconvénient d'être né) یک کتاب فلسفی است که در سال ۱۹۷۳ توسط نویسنده رومانیایی امیل چوران نوشته و در سال ۱۹۷۶ توسط ریچارد هوارد به انگلیسی ترجمه شد و جایزه ترجمه پن را دریافت کرد. این کتاب حاوی یک سری از کلمات قصار است و در درجه اول به ماهیت دردناک وجود داشتن و ارتباط آن با موضوعاتی مانند خدا، تبعید متافیزیکی و زوال می‌پردازد. این کتاب را فرهاد کربلایی به فارسی ترجمه و نشر ثالث آن را منتشر کرده است.